# This Is the Right Time
This Is the Right Time è un singolo del 1989 della cantautrice britannica Lisa Stansfield estratto dall'album Affection.

## Classifiche
| Classifica (1989/90)           | Posizione massima |
| ------------------------------ | ----------------- |
| Austria                        | 20                |
| Canada                         | 12                |
| Francia                        | 49                |
| Germania                       | 17                |
| Italia                         | 24                |
| Regno Unito                    | 13                |
| Stati Uniti                    | 21                |
| Stati Uniti (dance club)       | 1                 |
| Stati Uniti (dance/electronic) | 2                 |
| Stati Uniti (R&B)              | 13                |